# Trualbe
Die Trualbe (auch: Trualb, französisch: Ruisseau d’Eppenbrunn) ist ein gut 9 km langer Zufluss des Hornbachs. Die Trualbe entwässert mit ihren Nebenbächen den äußersten Südwesten des Pfälzerwaldes und den Südosten des Zweibrücker Hügellandes. Der sie aufnehmende Hornbach wird danach bis zur Stadt Hornbach auch „Trualbe“ genannt.

## Name
Die Endung -alb leitet sich vom galloromanischen Wort *-albā für 'Weißwasser' ab.

## Geographie

### Verlauf
Die Trualbe entspringt am nordöstlichen Ortsrand von Trulben und durchfließt den Ort in südwestlicher Richtung. An der Trulbermühle mündet von links der gleich große Eppenbrunner Bach ein. Ab hier ist der weitere Verlauf überwiegend nach Westen gerichtet, vorbei an der Schweixer- und Hilstermühle. Unterhalb der Hilstermühle verlässt die Trualbe deutsches Gebiet und fließt in die Region Grand Est, in den Regionalen Naturpark Vosges du Nord. Sie passiert Walschbronn und mündet bei Waldhouse von rechts in den Hornbach, der zum Schwarzbach fließt, der seinerseits in die Blies einmündet.

### Zuflüsse
Direkte und indirekte Zuflüsse der Trualbe mit Längenangabe in Kilometer (km) und der Fläche des Einzugsgebiets in Quadratkilometer (km²). Die Daten erfolgen in Deutschland nach dem GeoExplorer der Wasserwirtschaftsverwaltung Rheinland-Pfalz (Hinweise) und in Frankreich nach dem Gewässerinformationssystem Service d’Administration National des Données et Référentiels sur l’Eau (französisch) (Hinweise).  Die Längenangaben werden auf eine und die Flächenangaben auf zwei Nachkommastelle gerundet. Die Aufzählung erfolgt jeweils von der Quelle zur Mündung.
- Wahlbach (links), 1,9 km, 2,09 km²
  - Kleiner Wahlbach (rechts), 0,8 km, 0,74 km²
- Meisenbach (rechts), 1,1 km[5]
  - Finsterbach (links), 0,6 km[5]
- Eppenbrunner Bach[6][7] → Zuflüsse
- Hilstbach (links), 2,0 km, 2,17 km²
- Laufersbach (rechts), 5,1 km[8]
  - Kleiner Laufersbach (links), 0,8 km, 1,10 km²
  - (Bach aus dem) Sausteiner Tal (rechts), 0,8 km, 2,26 km²
- Umbach (rechts), 2,0 km